# Johann Conrad Sigmundt
Johann Conrad Sigmundt (* 20. November 1811 in Stuttgart; † 12. Mai 1867 in Ludwigsburg) war ein württembergischer Oberamtmann.

## Leben und Werk
Der Sohn eines Webers arbeitete von 1825 bis 1837 als Schreibereigehilfe bei verschiedenen Schultheißenämtern und Verwaltungsaktuariaten. Zwischen 1837 und 1839 studierte er Regiminalwissenschaften in Tübingen. 1839 legte er die höheren Dienstprüfung ab. Er begann seine berufliche Laufbahn 1839 als Oberamtsaktuar bei den Oberämtern Nürtingen, Balingen und Tübingen. Zwischen 1844 und 1848 war er Kanzleiassistent bei der Regierung des Neckarkreises in Ludwigsburg, Hilfsbeamter beim Oberamt Ulm und Assessor bei der Regierung des Schwarzwaldkreises in Reutlingen. Von 1848 bis 1851 leitete er als Oberamtmann das Oberamt Freudenstadt und von 1851 bis 1860 das Oberamt Reutlingen. Ab 1856 führte er den Titel Regierungsrat. Zwischen 1860 und seinem frühen Tod im Jahr 1867 war er als Regierungsrat bei der Regierung des Neckarkreises in Ludwigsburg tätig. 1864 wurde Johann Conrad Sigmundt das Ritterkreuz des Friedrichsordens verliehen.